# Leptocladiella flagellaris
Leptocladiella flagellaris là một loài Rêu trong họ Hylocomiaceae. Loài này được T.J. Kop. & D.H. Norris mô tả khoa học đầu tiên năm 1985.